# Żelewo (Pomerania Occidental)
Żelewo [pronunciación en polaco: /ʐɛˈlɛvɔ/] (en alemán: Seelow) es un pueblo ubicado en el distrito administrativo de Gmina Stare Czarnowo, dentro del Condado de Gryfino, Voivodato de Pomerania Occidental, en el norte de Polonia occidental. Se encuentra aproximadamente a 5 kilómetros al este de Stare Czarnowo, a 25 kilómetros al este de Gryfino, y a 24 kilómetros al sureste de la capital regional Szczecin.
Antes de 1945, el área fue parte de Alemania. Para la historia de la región, véase Historia de Pomerania.